# 姉のいた夏、いない夏。
『姉のいた夏、いない夏。』（The Invisible Circus）は、アダム・ブルックス監督による2001年のアメリカ映画。キャメロン・ディアス、ジョーダナ・ブリュースター、クリストファー・エクルストン、ブライス・ダナー、カミーラ・ベル、モーリッツ・ブライプトロイ等が出演。ある一人の女性が姉の存在を通じて成長する物語である。

## あらすじ
高校を卒業したばかりの少女が、7年前にヨーロッパを旅行中に自殺した姉の足跡を追う旅に出る。大きな存在だった姉の意外な真実を知った彼女の大人への成長を綴る。姉のフェイスは、大好きな父が仕事の悩みから病気になり、死んでしまってから、無気力な日々を送っていたが、パリでの若者の反乱をテレビで観て、感銘を受ける。そして恋人と欧州へ旅立つのだが、これが悲劇の始まりとなってしまう。旅先で自殺してしまった姉の本当の思いを知りたい、と妹は9年の時を経て、姉の足跡を辿るため、欧州へと飛び立つ。そこで姉の元恋人と行動を共にしていく中で、姉の死の謎を解き、自らも成長していくのである。

## キャスト
※括弧内は日本語吹き替え
- フェイス - キャメロン・ディアス（安藤麻吹）
- フィービー - ジョーダナ・ブリュースター（大坂史子）
- ウルフ - クリストファー・エクルストン（家中宏）
- ゲイル - ブライス・ダナー（弥永和子）
- ジーン - パトリック・バーギン（金尾哲夫）
- 少女時代のフィービー - カミーラ・ベル（本名陽子）

## 備考
- 2007年、DVDの販売会社がパイオニアLDCからギャガに変更され再発売した際、邦題が「姉のいた夏、いない夏」から「姉のいた夏、いない夏。」に変更された。